# Sanddom

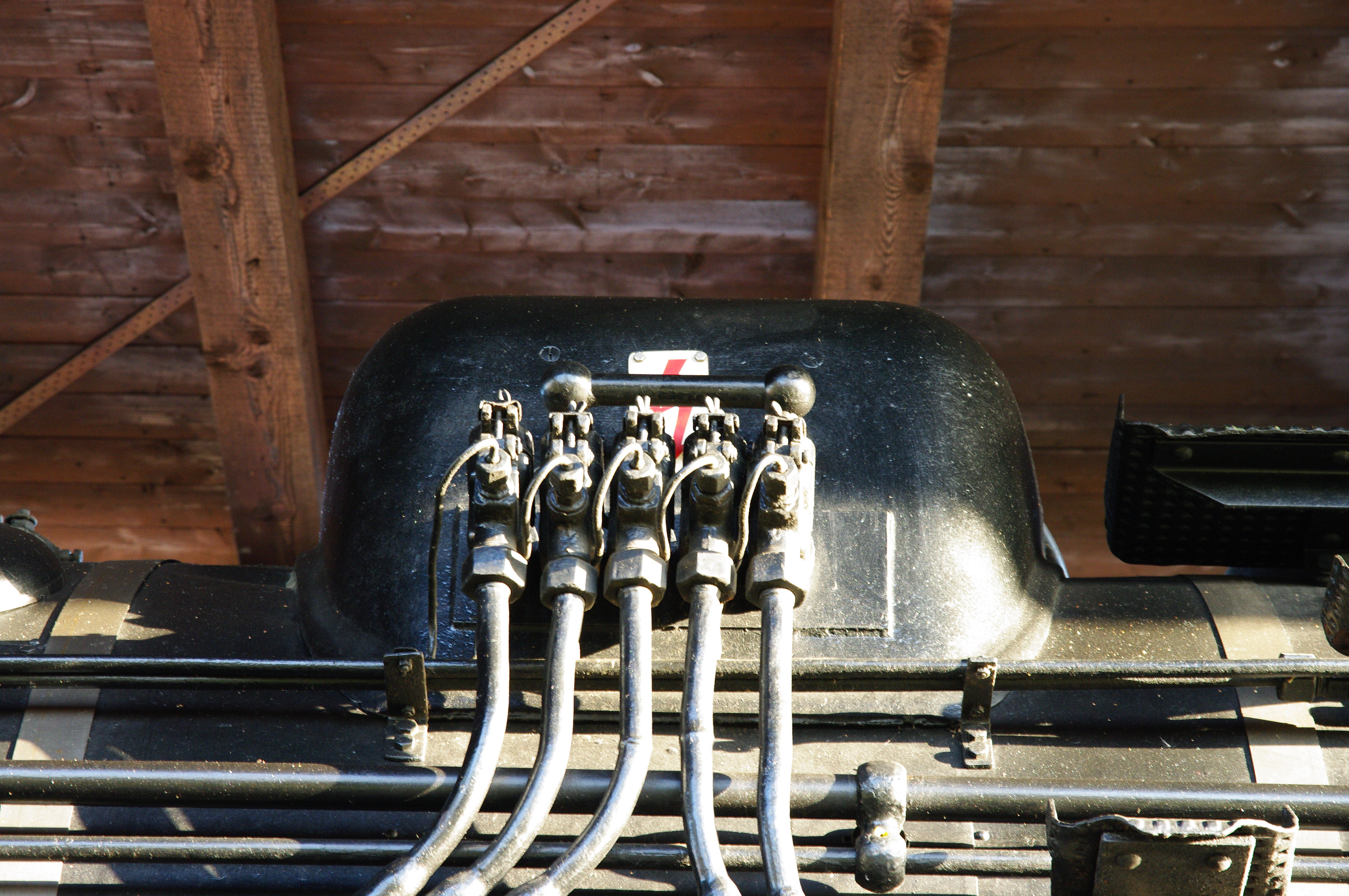
Sanddom der 85 007 (2009)

Der Sanddom ist ein Bestandteil der Ausrüstung einer Dampflokomotive; er befindet sich auf dem Scheitel des Langkessels und enthält den Sandkasten.
Der Begriff Sandkasten wird gelegentlich auch als Synonym für den Sanddom genutzt, da er auf manchen Lokomotiven eher eine Kastenform anstelle der meist runden oder ovalen Grundform des Dampf- bzw. Reglerdoms aufweist.
Dampflokomotiven mit fünf oder mehr gekuppelten Achsen verfügten auch über zwei oder mehr Sanddome.
Im Sandkasten wird der über die Sandstreueinrichtung der Dampflokomotive zu verstreuende Bremssand aufbewahrt. Der Sand wird über verschließbare Lukendeckel in den Sanddom eingefüllt. Hierzu kamen in größeren Bahnbetriebswerken Sandfüllvorrichtungen ähnlich dem Wasserkran zum Einsatz. Wo diese nicht vorhanden waren, wurde der Sand durch das Triebfahrzeugpersonal manuell mittels Eimern oder direkt aus Säcken umgefüllt.
Am Sanddom sind die Sandfallrohre angebracht, die jeweils mindestens vor die erste und die letzte gekuppelte Achse führen. Je nach Fahrtrichtung wurde dann jeweils die vordere Sandfalleinrichtung benutzt.
Einige Dampflokomotiven, beispielsweise die DB-Baureihe 23 und andere Dampflokomotiven, deren Kessel bei der Bundesbahn erneuert wurde, besaßen keinen Sanddom. Stattdessen waren mehrere Sandkästen zwischen Umlauf und Langkessel angebracht.